# Marmopteryx marmorata
Marmopteryx marmorata là một loài bướm đêm trong họ Geometridae.